# فيلي لونغ
فيلي لونغ (1 مارس 1950 بفورت واين في الولايات المتحدة - ) (بالإنجليزية: Willie Long)‏ هو لاعب كرة سلة أمريكي في مركز هجوم صغير الجسم.

## وصلات خارجية
- فيلي لونغ على موقع سبورتس رفرنس (الإنجليزية)
- فيلي لونغ على موقع كلية كرة السلة في سبورتس رفرنس.كوم (الإنجليزية)
- فيلي لونغ على موقع ريلجم (الإنجليزية)
- فيلي لونغ على موقع بروبوليرز (الإنجليزية)